# Кнутсен, Тормод
Тормод Кнутсен (7 января 1932 года — 23 февраля 2021 года) — норвежский двоеборец. 
Чемпион IX зимних Олимпийских игр в Инсбруке (1964) в дисциплине лыжное двоеборье.

## Карьера
Тормод Кнутсен был многообещающим прыгуном с трамплина в подростковом возрасте, когда выиграл юношеский чемпионат Норвегии 1949 года и юниорский чемпионат Норвегии 1951 года. Но в 1954 году он переключил своё внимание на скандинавское двоеборье и получил бронзовую медаль на своем первом национальном чемпионате в этом виде спорта в 1955 году. 
Он отправился на зимние Олимпийские игры 1956 года в качестве замены, когда Гандер Гандерсен повредил руку за два дня до соревнований, и Кнутсен был включен в команду. Он занял шестое место, недобрав всего 2,6 очка до серебра. 
На Олимпиаду 1960 года Тормод Кнутсен, выигравший несколько чемпионатов Норвегии, ехал уже в качестве фаворита. Но он неожиданно проиграл совсем юному немцу Георгу Тома, уступив в лыжной гонке целых 7,2 секунды.
В 1964 году принёс своей команде золото, после чего 32-летний норвежец завершил свою карьеру, исполнив давнюю мечту о золотой олимпийской медали.